# Diócesis de São Gabriel da Cachoeira
La diócesis de São Gabriel da Cachoeira (en latín: Dioecesis Cachoëirensis y en portugués: Diocese de São Gabriel da Cachoeira) es una circunscripción eclesiástica de la Iglesia católica en Brasil. Se trata de una diócesis latina, sufragánea de la arquidiócesis de Manaos. Desde el 4 de marzo de 2009 su obispo es Edson Taschetto Damian.

## Territorio y organización
La diócesis tiene 294 598 km² y extiende su jurisdicción sobre los fieles católicos de rito latino residentes en parte de la microrregión de Río Negro en del estado de Amazonas.
La sede de la diócesis se encuentra en la ciudad de São Gabriel da Cachoeira, en donde se halla la Catedral de San Gabriel.
En 2020 en la diócesis existían 11 parroquias.

## Historia
La prefectura apostólica de Río Negro fue erigida el 19 de octubre de 1910 separando territorio de la diócesis de Amazonas (hoy arquidiócesis de Manaos), y en 1914 fue confiada al cuidado de los misioneros salesianos.
El 1 de mayo de 1925, en virtud de la bula Christianae religionis del papa Pío XI, la prefectura apostólica fue elevada a prelatura territorial; originalmente sufragánea de la arquidiócesis de Belém do Pará, el 16 de febrero de 1952 pasó a formar parte de la provincia eclesiástica de la arquidiócesis de Manaos.
El 14 de noviembre de 1980 la prelatura territorial fue elevada a diócesis y el 21 de octubre de 1981, para adaptar el nombre de la diócesis al de la ciudad episcopal, asumió su nombre actual con el decreto Apostolicis sub plumbo litteris de la Congregación para los Obispos.

## Estadísticas
Según el Anuario Pontificio 2020 la diócesis tenía a fines de 2019 un total de 100 810 fieles bautizados.
| Año                                                                             | Población            | Población | Población      | Sacerdotes | Sacerdotes    | Sacerdotes    | Bautizados por sacerdote | Diáconos permanentes | Religiosos | Religiosos | Parroquias |
| Año                                                                             | Bautizados católicos | Total     | % de católicos | Total      | Clero secular | Clero regular | Bautizados por sacerdote | Diáconos permanentes | Varones    | Mujeres    | Parroquias |
| ------------------------------------------------------------------------------- | -------------------- | --------- | -------------- | ---------- | ------------- | ------------- | ------------------------ | -------------------- | ---------- | ---------- | ---------- |
| 1965                                                                            | 25 000               | 65 000    | 38.5           | 25         |               | 25            | 1000                     |                      | 26         | 32         | 10         |
| 1970                                                                            | ?                    | 46 000    | ?              | 20         | 1             | 19            | ?                        |                      | 34         | 52         |            |
| 1976                                                                            | 27 000               | 35 000    | 77.1           | 23         |               | 23            | 1173                     |                      | 34         | 45         | 9          |
| 1980                                                                            | 21 600               | 28 900    | 74.7           | 24         |               | 24            | 900                      |                      | 33         | 48         | 9          |
| 1990                                                                            | 39 900               | 45 000    | 88.7           | 16         | 1             | 15            | 2493                     |                      | 22         | 43         | 9          |
| 1999                                                                            | 45 500               | 55 000    | 82.7           | 20         | 6             | 14            | 2275                     |                      | 25         | 34         | 9          |
| 2000                                                                            | 45 000               | 55 000    | 81.8           | 20         | 6             | 14            | 2250                     |                      | 23         | 41         | 9          |
| 2001                                                                            | 45 000               | 55 000    | 81.8           | 20         | 6             | 14            | 2250                     |                      | 23         | 37         | 9          |
| 2002                                                                            | 52 000               | 55 000    | 94.5           | 21         | 5             | 16            | 2476                     |                      | 24         | 37         | 10         |
| 2003                                                                            | 54 000               | 60 000    | 90.0           | 19         | 9             | 10            | 2842                     |                      | 17         | 46         | 10         |
| 2004                                                                            | 56 000               | 62 000    | 90.3           | 19         | 10            | 9             | 2947                     |                      | 16         | 41         | 10         |
| 2012                                                                            | 96 200               | 97 900    | 98.3           | 25         | 9             | 16            | 3848                     |                      | 17         | 44         | 10         |
| 2017                                                                            | 98 540               | 100 360   | 98.2           | 20         | 7             | 13            | 4927                     |                      | 17         | 36         | 10         |
| 2020                                                                            | 100 810              | 102 600   | 98.3           | 24         | 11            | 13            | 4200                     | 1                    | 18         | 31         | 11         |
| Fuente: Catholic-Hierarchy, que a su vez toma los datos del Anuario Pontificio. |                      |           |                |            |               |               |                          |                      |            |            |            |

## Episcopologio
- Pedro Massa, S.D.B. † (5 de abril de 1941-13 de junio de 1967 retirado)
- Michele Alagna Foderá, S.D.B. † (13 de junio de 1967-27 de febrero de 1988 retirado)
- Walter Ivan de Azevedo, S.D.B. (27 de febrero de 1988 por sucesión-23 de enero de 2002 retirado)
- José Song Sui-Wan, S.D.B. † (23 de enero de 2002-4 de marzo de 2009 renuncio)
- Edson Taschetto Damian, desde el 4 de marzo de 2009